# Archidendron harmsii
Archidendron harmsii är en ärtväxtart som beskrevs av Gustaf Oskar Andersson Malme. Archidendron harmsii ingår i släktet Archidendron och familjen ärtväxter. Inga underarter finns listade i Catalogue of Life.